# Sphoeroides nephelus
Sphoeroides nephelus es una especie de peces de la familia Tetraodontidae en el orden de los Tetraodontiformes.

## Morfología
Los machos pueden llegar alcanzar los 30 cm de longitud total.

## Alimentación
Come marisco y peces hueso.

## Hábitat
Es un pez de mar de clima tropical y asociado a los  arrecifes de coral que vive entre 0-11 m de profundidad.

## Distribución geográfica
Se encuentra en el Atlántico occidental: desde el noreste de Florida, el norte del Golfo de México y las Bahamas hasta Campeche (México) y las Pequeñas Antillas.

## Observaciones
Es inofensivo para los humanos.